# Sindae
Sindae (* 89; † 179) war der achte Herrscher des Staates Goguryeo, des nördlichen der Drei Reiche von Korea. Er regierte von 165 bis zu seinem Tod 179.

## Leben
Dem Samguk Sagi zufolge war Sindae ein Halbbruder der Könige Taejo und Chadae. Andere Quellen führen ihn als Sohn eines der beiden.
Während Chadaes tyrannischer Herrschaft (146–165) lebte Sindae zurückgezogen im Gebirge. Nachdem Myeongnim Dap-bu (67–179) den König ermordet hatte, wurde der bereits 77-jährige Sindae vom Hof eingeladen, sich in die Hauptstadt zu begeben und die Nachfolge anzutreten.
Um das Reich stabil zu halten, beteiligte Sindae die Anhänger Chadaes an der Regierung. Den von ihm neu eingerichtete Posten des Obersten Ministers (guksang) besetzte er mit Myeongnim Dap-bu.
Einen Angriff des chinesischen Han-Reiches unter Kaiser Ling im Jahr 169 konnte Sindae zurückschlagen. Um den Widerstand gegen die chinesische Expansion nach Norden zu stärken, vereinte er die Xianbei-Stämme und überzog die nordöstliche Grenze Chinas im Jahr 172 mit Krieg. Er musste sich bald zurückziehen, aber der chinesische Gegenschlag wurde unter Führung von Myeongnim Dap-bu zurückgeschlagen.
Sindae starb 179 im Alter von 91 Jahren. Sein Sohn Nammu, Kronprinz seit 176, folgte ihm als Gogukcheon auf den Thron.